# ابو رواش
ابو رواش روستا و منطقه‌ای در ۸ کیلومتری شمال جیزه است که شمالی‌ترین هرم مصر در آن قرار گرفته. این هرم، که به نام "هرم گمشده" نیز شناخته می‌شود، ویرانه‌های هرم جدفرع، پسر و جانشین خوفو سازنده هرم بزرگ جیزه، است.
پیش از این گمان می‌رفت که این هرم هیچ گاه کامل نشده بوده، با این حال بررسی‌های باستان‌شناسی جدید نشان می‌دهند که نه تنها این هرم کامل شده بوده که دارای اندازه‌ای برابر با هرم منکورع - سومین هرم بزرگ در مجموعه اهرام جیزه - بوده است.

## ساختمان‌ها
در حومه جنوبی روستای ابو رواش ساختمانی قرار دارد که به آن هرم شماره ۱ لپسیوس می‌گویند. این هرم می‌تواند توسط هر فرعونی ساخته شده باشد. این ساختمان در میانه سده ۱۹ام میلادی با دیوارهایی به طول ۱۷ متر کشف شد ولی امروزه تنها پایه‌های آن به همراه اتاق خاکسپاری باقی مانده‌اند. آجرهای ترد و شکننده بنا توسط روستاییان به عنوان کود برای کشتزارها مصرف شدند.
در ۲ کیلومتری غرب روستا و ۸ کیلومتری شمال غربی هرم‌های جیزه، فلاتی سنگی با ارتفاع تقریبی ۴۰ متر سر از خاک بیرون آورده. در اینجا هرم جدفرع به همراه آرامگاه وزیران و درباریانش قرار دارد. این هرم توسط جدفرع ساخته شد و هنوز از نیل مشاهده‌پذیر است. امروزه ویرانه‌های آن تنها ۱۱ متر ارتفاع دارند. مجموعه دور هرم آثاری از یک نیایشگاه و هرم‌های کوچک شهبانویان را نیز در بر می‌گیرد. در اطراف این هرم تندیس‌هایی به همراه یکی از قدیمی‌ترین ابوالهولها یافت شدند.

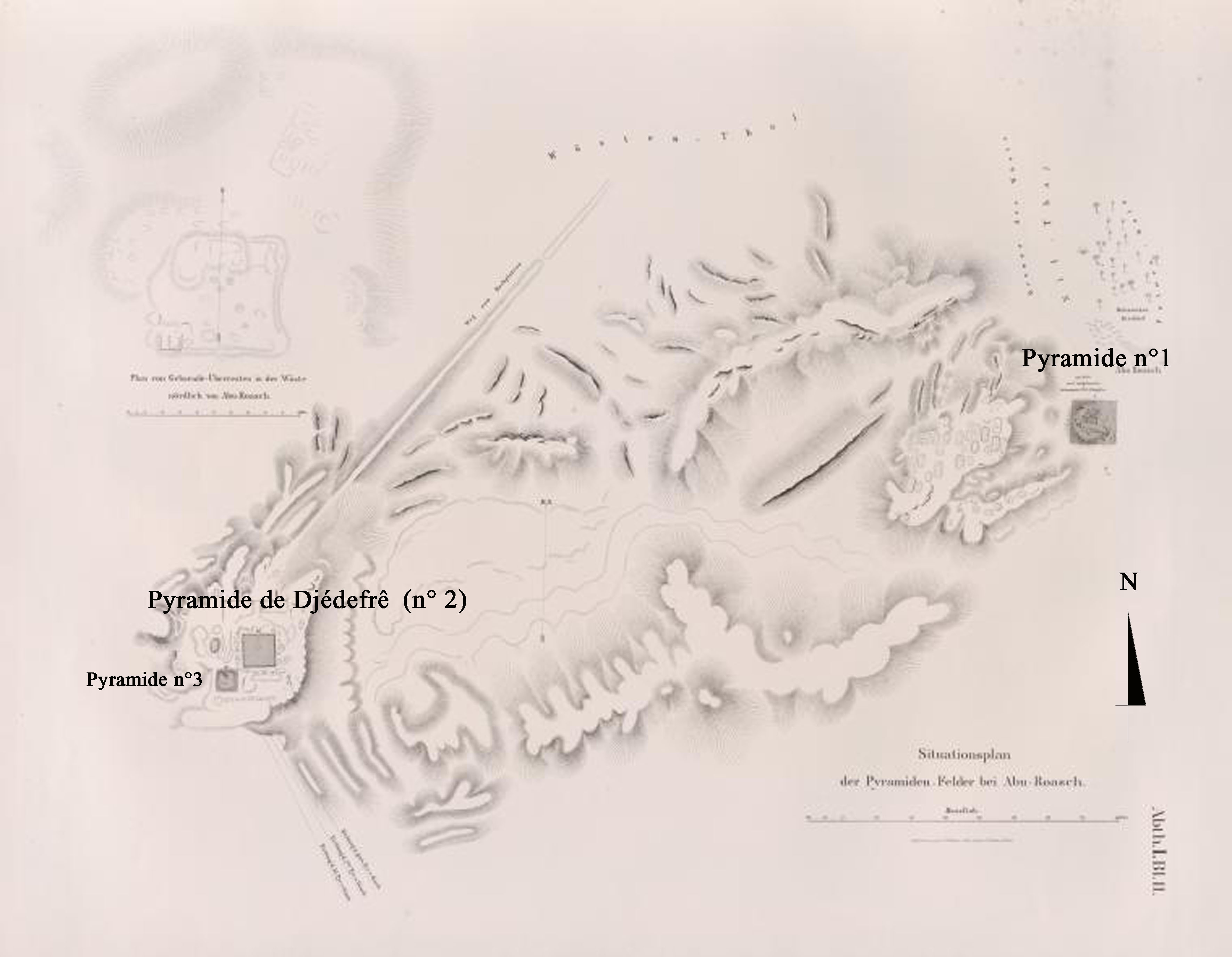
نقشه کشیده شده توسط لپسیوس از موقعیت هرم جدفرع در ۱۸۴۲
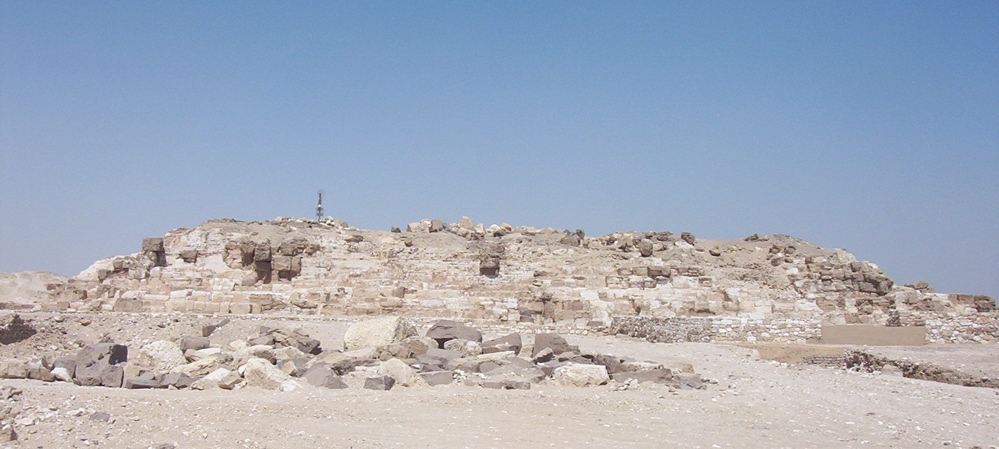
ویرانه‌های هرم جدفرع
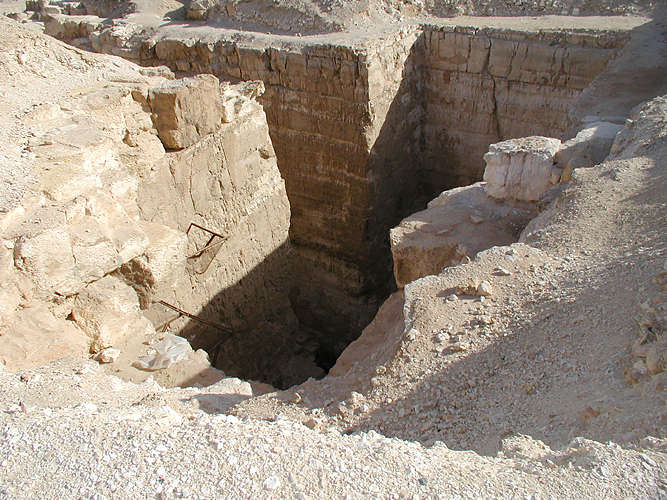
کاوش اتاق خاکسپاری در هرم جدفرع
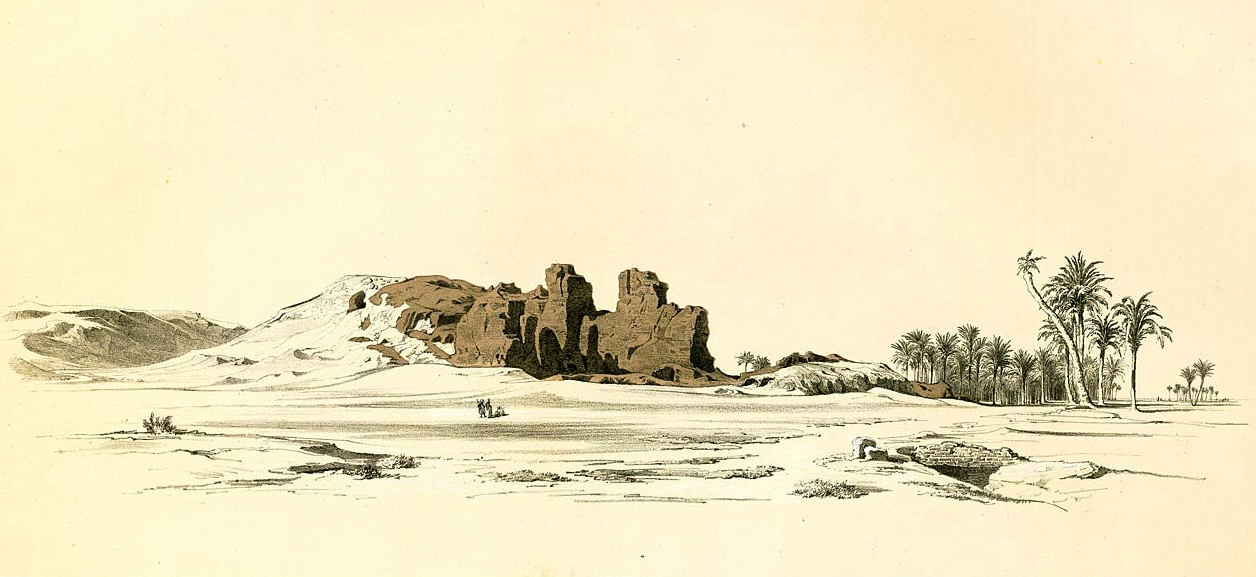
تصویر کشیده شده توسط لپسیوس از هرم شماره ۱